# Ausztrália vasúti közlekedése

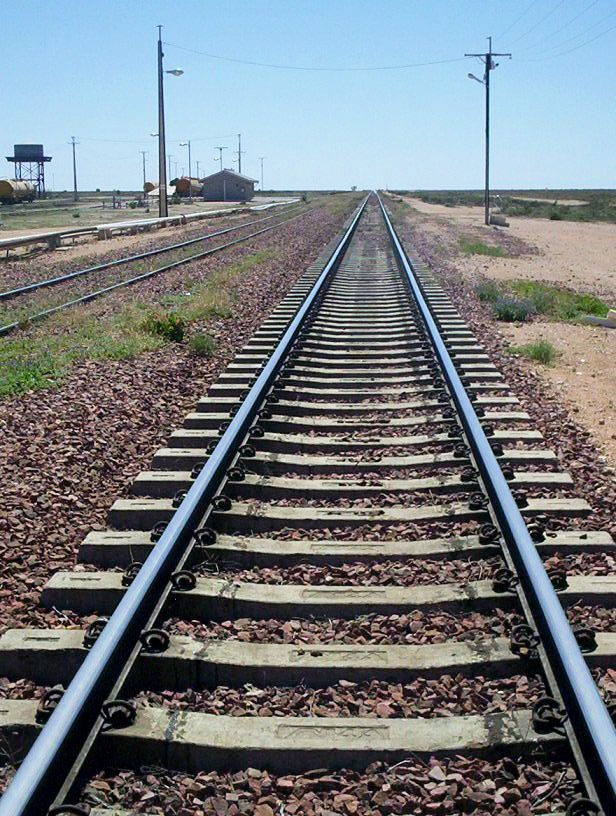
A transzausztráliai fővonal. A világ leghosszabb egyenes szakasza

Ausztrália igen nagy ország, területe 7,69 millió km². A föderáció hat szövetségi államból és két területből áll, az utóbbiaknak nincs olyan közigazgatási hatásköre, mint az államoknak. Az ország vasúti közlekedése a területéhez képest szerényebb, mivel nagyobb része lakatlan.

## Jellemzői
A vasúton összességében a dízelvontatás az uralkodó, de a nagyvárosok körzeteiben kialakultak a villamos vontatású hálózatok. A kontinens vasúthálózatának hossza 37 398 km, ebből 6719 km széles, 15 085 km normál, 15 420 km keskeny nyomtávú. A szövetségi államok vasútjai általában szuverén nagy közlekedési vállalatok állami felügyelettel, de ezen belül több kisebb gazdasági társulás foglalkozik fuvarozással, akár úgy, hogy egyes járatokat üzemeltet az állami vasúton, vagy bérbe vesz, vagy tulajdonában tart kisebb vonalszakaszokat, ahol főleg árufuvarozással foglalkozik.
Az ország belső területein működő több bányatársaság tart fent saját tulajdonú vasutat. Ezek a bányákból általában a legközelebbi kikötőkbe vezetnek, hosszuk akár több száz kilométer is lehet. A bányavonalakon személyszállító vonatok nem járnak.
Az országban több múzeum- és turistavasút is üzemel, ilyen többek között a Pichi Richi Railway, a Gulflander, vagy a Zig Zag Railway.

## Érdekességek
Ausztráliában található a világ leghosszabb egyenes szakasza, amely 478 km hosszú. A vonal áthalad a Nullarbor-síkságon.
A világ egyik leghosszabb ideig épült vasútvonala az Adelaide és Darwin közötti The Ghan. A 2979 kilométer hosszú vonalat 1878-ban kezdték építeni, az utolsó szakasz 2004-ben, azaz 126 év alatt készült el.